# Habonim Dror
Habonim Dror (hebräisch הַבּוֹנִים דְּרוֹר ha-Bōnīm Drōr, deutsch ‚die Bauleute der Freiheit/die Freiheit Bauenden‘) ist eine weltweit verbreitete jüdische Jugendorganisation der sozialistischen Zionisten. Ursprünglich war der Verband mit der Partei Poale Zion verbunden. Die Schwesterorganisation in Israel ist Histadrut ha-No’ar ha-Owed we-ha-Lomed.

## Geschichte
Habonim Dror entstand 1982, als sich die Jugendverbände Ha-Bonim und Dror zusammenschlossen, nachdem die jeweiligen Kibbuzorganisationen 1980 zur Kibbuzbewegung HaTnuʿa HaKibbuzit HaMe'uchedet fusioniert waren.

### Habonim
Habonim (hebräisch הבּוֹנִים ha-Bōnīm, deutsch ‚die Bauenden/die Bauleute‘) wurde 1929 in Großbritannien gegründet und breitete sich in der Folge in die englischsprachigen Länder aus. Habonim war mit der Kibbuzbewegung Ichud Ha-Kvuzot we-Ha-Kibbuzim  verbunden.

### Dror
Dror (hebräisch דְּרוֹר Drōr, deutsch ‚Freiheit‘) entstand 1915 in Polen aus einem Flügel der Zeʿire Zion („Zionistische Jugend“). Die Mehrheit von Zeʿire Zion schloss sich 1913 mit HaSchomer zu Ha-Schomer ha-Zaʿir zusammen. Der verbliebene Rest bildete daraufhin Dror. Die Gruppe wurde durch die Lehren der Narodniks beeinflusst. Dror war verbunden mit der Kibbuzbewegung Ha-Kibbuz Ha-Me'uchad.
1942 waren Mitglieder von Dror an der Gründung der Jüdischen Kampforganisation im Warschauer Ghetto beteiligt, unter ihnen Jitzhak Zuckerman.

## Verbreitung
Die Jugendorganisation ist heute in siebzehn Ländern tätig, unter anderem in Argentinien, Australien, Belgien, Brasilien, Deutschland, Frankreich, Kanada, Mexiko, Neuseeland, Niederlande, Südafrika, Ungarn, Uruguay, den USA und dem Vereinigten Königreich.
Der deutsche Mitgliedsverband ist die Zionistische Jugend in Deutschland mit Gruppen in Berlin, Frankfurt am Main und München.

## Mitglieder
Bekannte Mitglieder der beiden Jugendbewegungen sind oder waren Golda Meir, Mike Leigh, Mordechai Richler, Jonathan Freedland, Stanley Fischer, Chaim Herzog, Tony Judt, Sacha Baron Cohen, Seth Rogen, Noah Beresin (a.k.a. Xaphoon Jones, von Chiddy Bang), Dan Patterson und Mark Leveson (Produzenten von Whose Line Is It Anyway?), Alexander Bickel, Leonard Fein (Kolumnist des Jewish Daily Forward und Begründer des Magazins Moment), Jonathan Jeremy Goldberg (Redakteur des Jewish Daily Forward), David Twersky (Kolumnist der New York Sun), Aaron Naparstek, Matt Witten, Mark Regev, Shuli Egar, Guy Spigelman, Tooker Gomberg, Ruth Deech, Baroness Deech, Jack Markell (Gouverneur von Delaware), Kenneth Bob, Toba Spitzer, Ron Bloom und Jaques Wagner (Gouverneur von  Bahia, Brasilien), Se’ew Zur, Mosche Bar’am, Leo Kufelnizky sowie Ra’anan Cohen.